# هلسینگ
هلسینگ (ژاپنی: ヘルシング هپبورن: Herushingu) یک سری مانگای ژاپنی نوشته و طراحی شده توسط کوئوتا هیرانو است. این سری برای اولین بار از آوریل سال ۱۹۹۷ در مجله Young King OURs منتشر شده و تا سپتامبر ۲۰۰۸ ادامه داشت و فصل‌های آن در ده جلد تانکوبون جمع‌آوری شده‌است. داستان مجموعه دربارهٔ یک سازمان سری و مخفی به نام هلسینگ است که هدف اصلی آن مبارزه با خون‌آشام‌ها، غول‌ها و موجودات فراطبیعی دیگر است که انگلستان را تهدید می‌کند. شخصیت اصلی داستان، خون‌آشامی قدیمی و قدرتمند به نام آلوکارد است که برای سازمان هلسینگ کار می‌کند.
یک مجموعه تلویزیونی انیمه ۱۳ قسمتی نیز با الهام از نسخهٔ مانگا توسط استودیوی گونزو دستمایه اقتباس قرار گرفت، که برای اولین‌بار در ۱۰ اکتبر ۲۰۰۱ از شبکه فوجی تلویژن پخش شده و تا ۱۶ ژانویه ۲۰۰۲ ادامه داشت. نسخه انیمه داستان متفاوتی را دنبال می‌کند، بویژه در پایان مجموعه، اما دارای شخصیت‌هایی مشابه با نسخه مانگا می‌باشد. مانگا، انیمه و اووی‌ای مجموعه هلسینگ به خاطر استفاده فراوان از خشونت شهرت دارد.

## داستان
داستان یک سازمان مخفی بریتانیایی به نام هلسینگ را روایت می‌کند که ماموریتش محافظت از انسان‌ها در برابر خون‌آشام‌ها است، بعد از اینکه ویکتوریا، یک پلیس زن، ریه‌هایش را مجروح کرد، آلکارد به ویکتوریا این حق را می‌دهد که بین مردن به عنوان یک انسان یا زندگی به عنوان یک خون‌آشام تحت هلسینگ انتخاب کند.

## شخصیت‌های اصلی
- آلوکارد
- سراس ویکتوریا
- سر اینتگرا هلسینگ
- پالادین الکساندر اندرسون
- اینکاگنیتو